# Festiwal Filmów-Spotkań NieZwykłych
Festiwal Filmów-Spotkań NieZwykłych – festiwal filmowy i artystyczny, podczas którego prezentowane są filmy fabularne, dokumentalne, animowane, odbywają się spotkania autorskie, koncerty, wystawy i warsztaty. W latach 2003–2013 organizowany był pod nazwą Festiwal Filmów NieZwykłych.
Pierwszy festiwal miał miejsce w 2003 w Kielcach, a w 2009 przeniósł się na stałe do Sandomierza.
Pomysłodawczynią oraz producentką festiwalu jest Katarzyna Kubacka-Seweryn, a organizatorem Fundacja Kultury i Sztuki TAKI JESTEM.

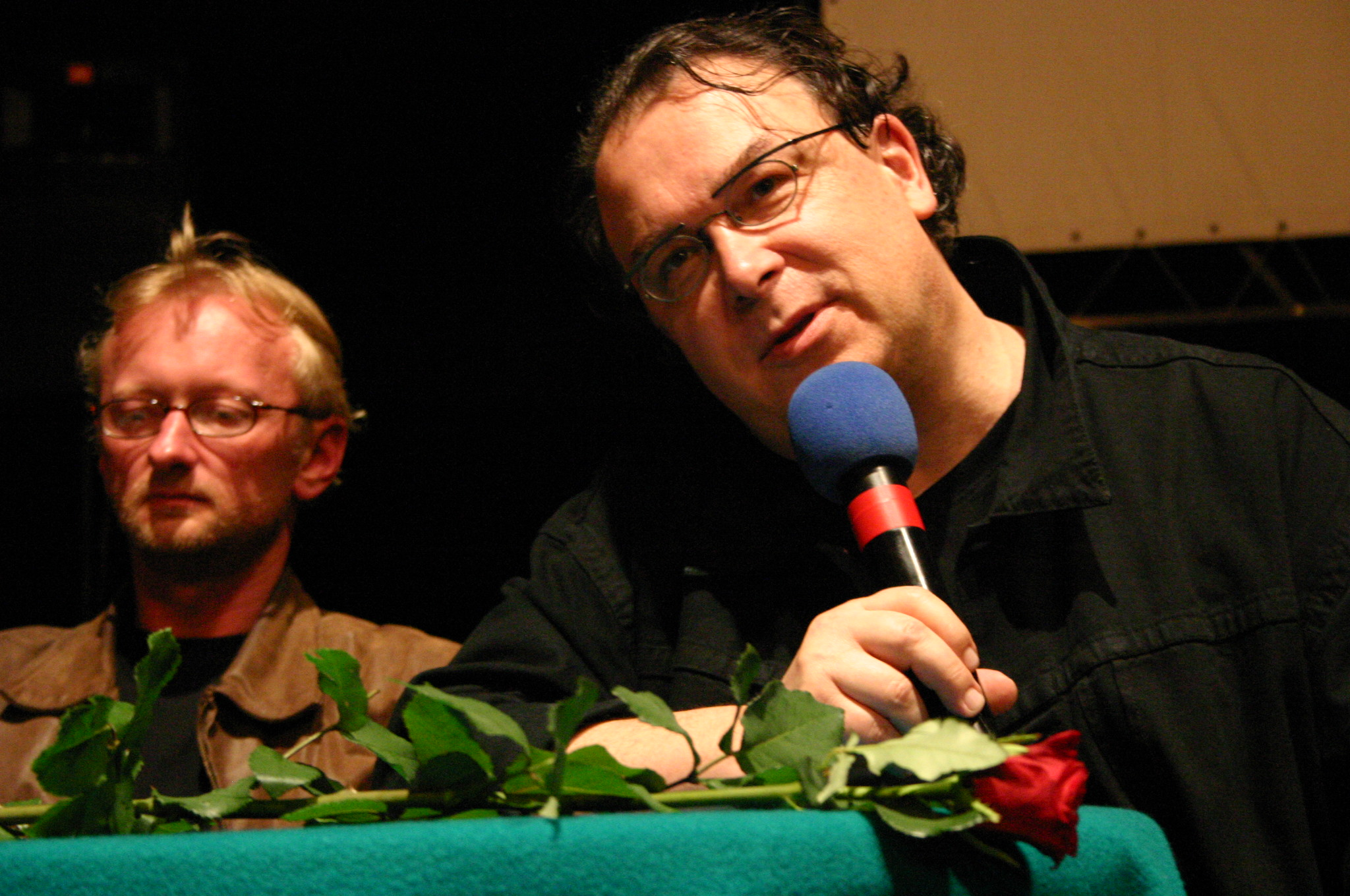
Spotkanie z Lechem Majewskim (2005)

Głównymi nagrodami są honorowe wyróżnienia: Korona Sandomierska dla Reżyserek i Reżyserów NieZwykłych oraz Kamień Optymizmu dla Aktorek i Aktorów NieZwykłych (od 2014), a od 2021 młodzież z Gildii Szkół NieZwykłych przyznaje nagrodę wybranym przez siebie artystom.

## Opis festiwalu
Ideą festiwalu jest upowszechnianie ambitnych wydarzeń i filmów, promowanie wiedzy na temat dokonań polskiej i światowej kinematografii, dzieł, które stoją w konstruktywnej opozycji wobec propozycji komercyjnych, stworzenie przestrzeni do refleksji i dialogu, stymulowanie do życia w działaniu, twórczego i aktywnego odbioru. Misją jest edukacja.

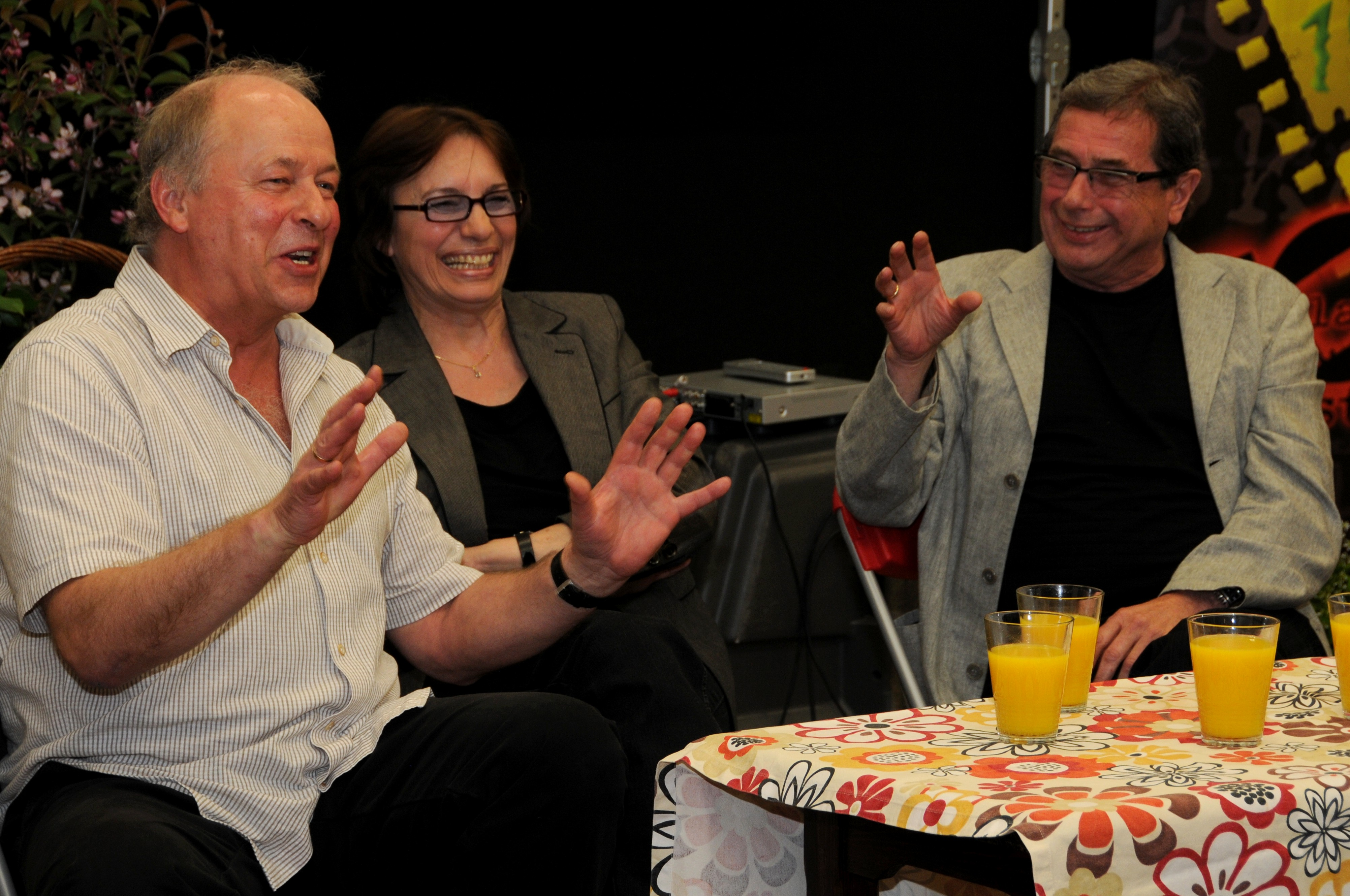
Spotkanie z Wojciechem Marczewskim, Teresą Marczewską i Januszem Gajosem

Podczas wydarzenia organizowane są warsztaty:
- Filmowe Ogrody Wyobraźni (od 2009)
- Szklany Ekran Pilkingtona (2013–2019)
- Poza Kadrem. Seminarium filmowe (2014–2016)
- Plener dziennikarski studentów Wydziału Dziennikarstwa, Informacji i Bibliologii UW[1] (od 2017)

W 2020 został zainicjowany nowy projekt edukacyjny: Gildia Szkół NieZwykłych. Celem działań jest kreatywny udział młodzieży ze szkół średnich i wybór Aktorów NieZwykłych w plebiscycie organizowanym w szkołach.  
Wydarzenia festiwalu realizowane są w zabytkowych przestrzeniach Sandomierza. Dom Długosza, Zamek Królewski, Starówka, Galeria Widnokrąg podkreślają atmosferę i kameralny charakter imprezy.

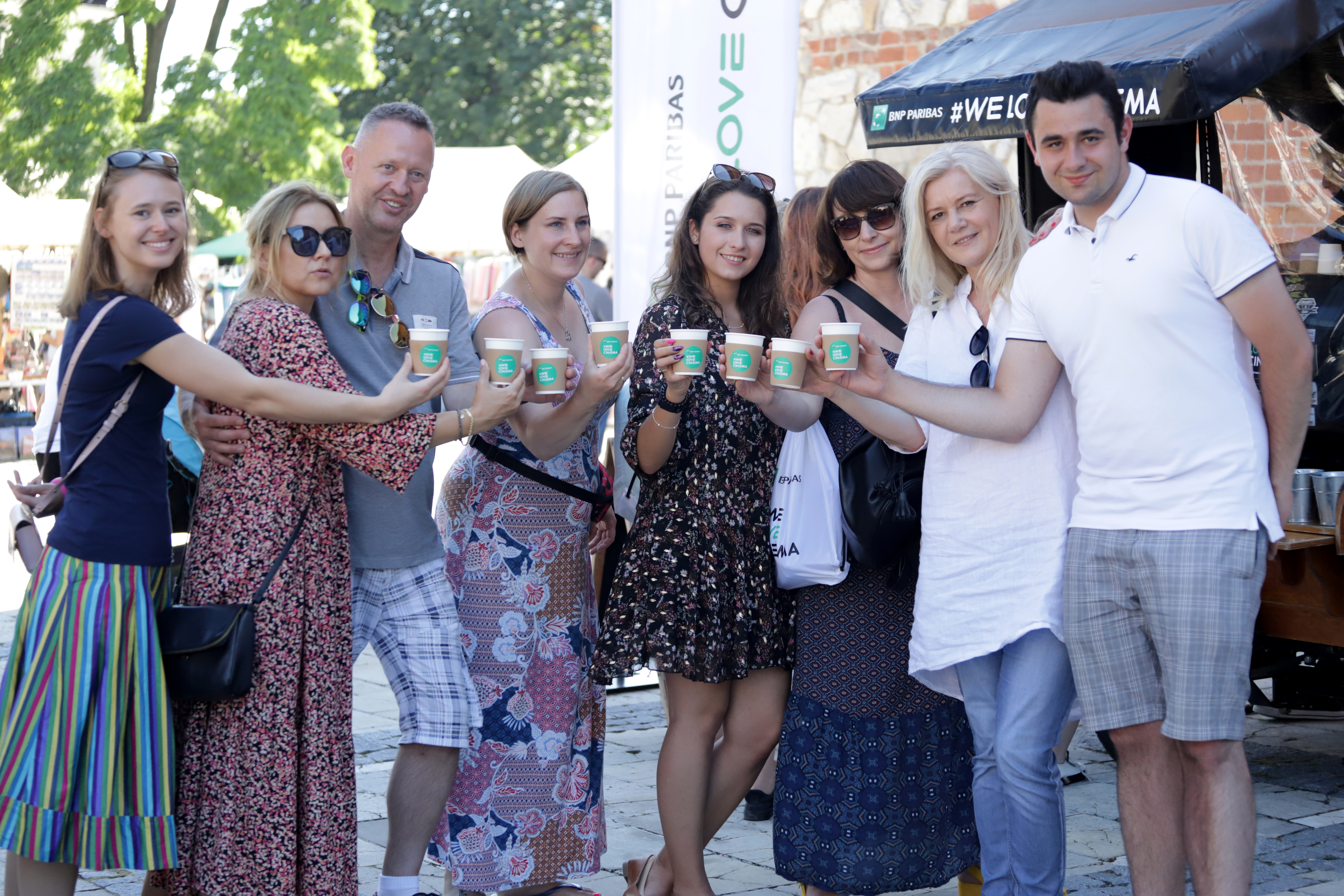
Ekipa NieZwykła (2020)

W 2020 festiwal wpisany został w Strategię Marki Sandomierza i wymieniony jako „jeden z najważniejszych elementów kapitału marki miasta”, a Fundacja Kultury i Sztuki TAKI JESTEM oraz jego pomysłodawczyni wymienieni jako kluczowi partnerzy zewnętrzni prognozowani do szerokiej współpracy przy wzmacnianiu i budowaniu marki miasta.  
Z powodu ograniczeń epidemiologicznych podczas pandemii w latach 2020–2021 festiwal odbywa się w wersji hybrydowej. Na oficjalnym kanale w serwisie YouTube zostały zamieszczone wywiady, spotkania, gala podsumowująca pandemiczną edycję wydarzenia.
Autorem logotypu festiwalu - Siewcy Gwiazd jest Dariusz Miliński.
Śladem po festiwalu są Ławki NieZwykłe, rozmieszczone na Rynku Starego Miasta w Sandomierzu, na których znajdują się cytaty z filmów związanych z nagrodzonymi twórcami.

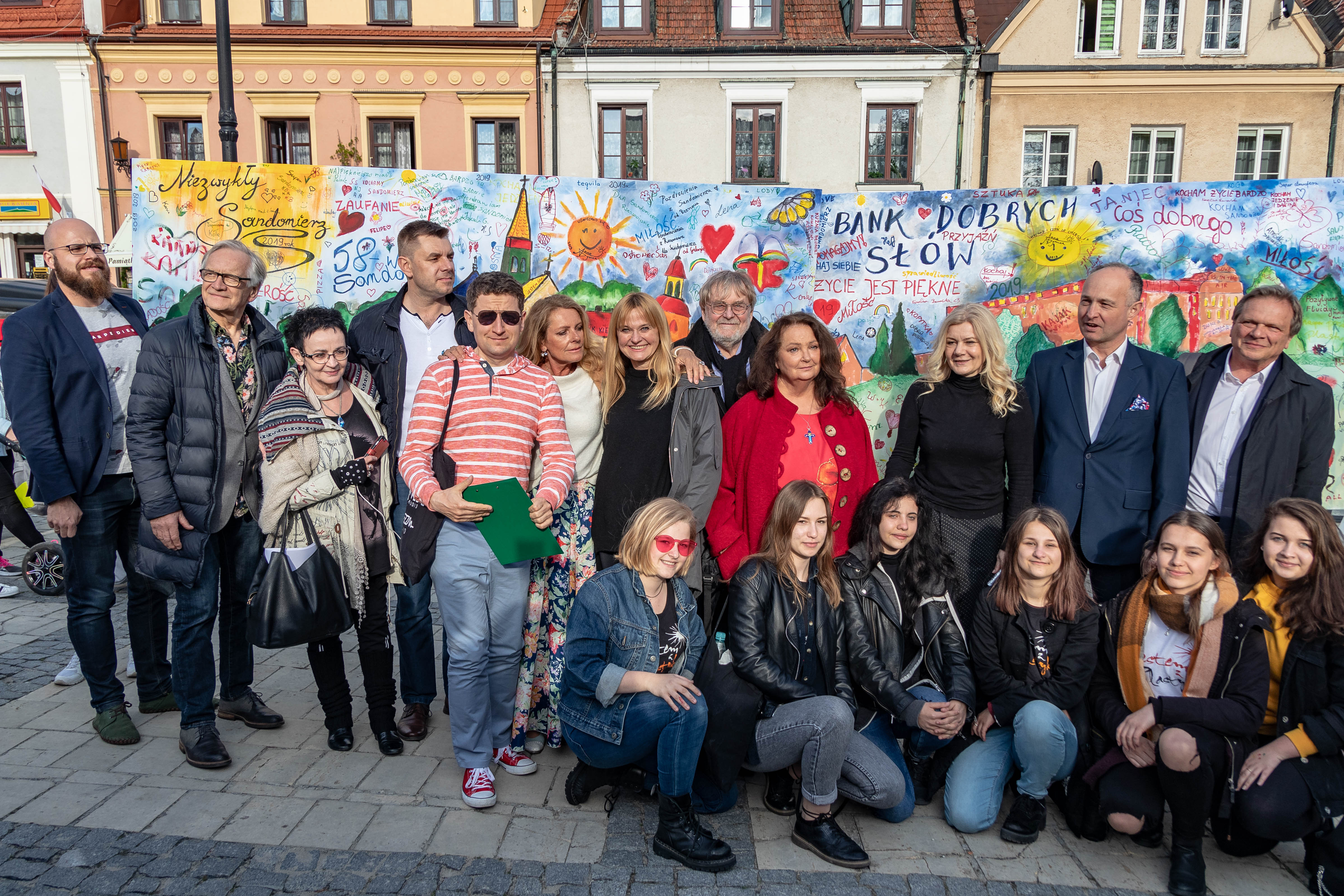
Odsłonięcie ławek NieZwykłych na Rynku Starego Miasta (2019)

## Laureaci

### Reżyserki i Reżyserzy NieZwykli
- Andrzej Wajda – Mistrz Niezwykły
- 2004 – Jan Jakub Kolski
- 2005 – Lech Majewski
- 2007 – Agnieszka Holland
- 2009 – Wojciech Marczewski
- 2010 – Andrzej Barański
- 2011 – Krzysztof Krauze i Joanna Kos-Krauze

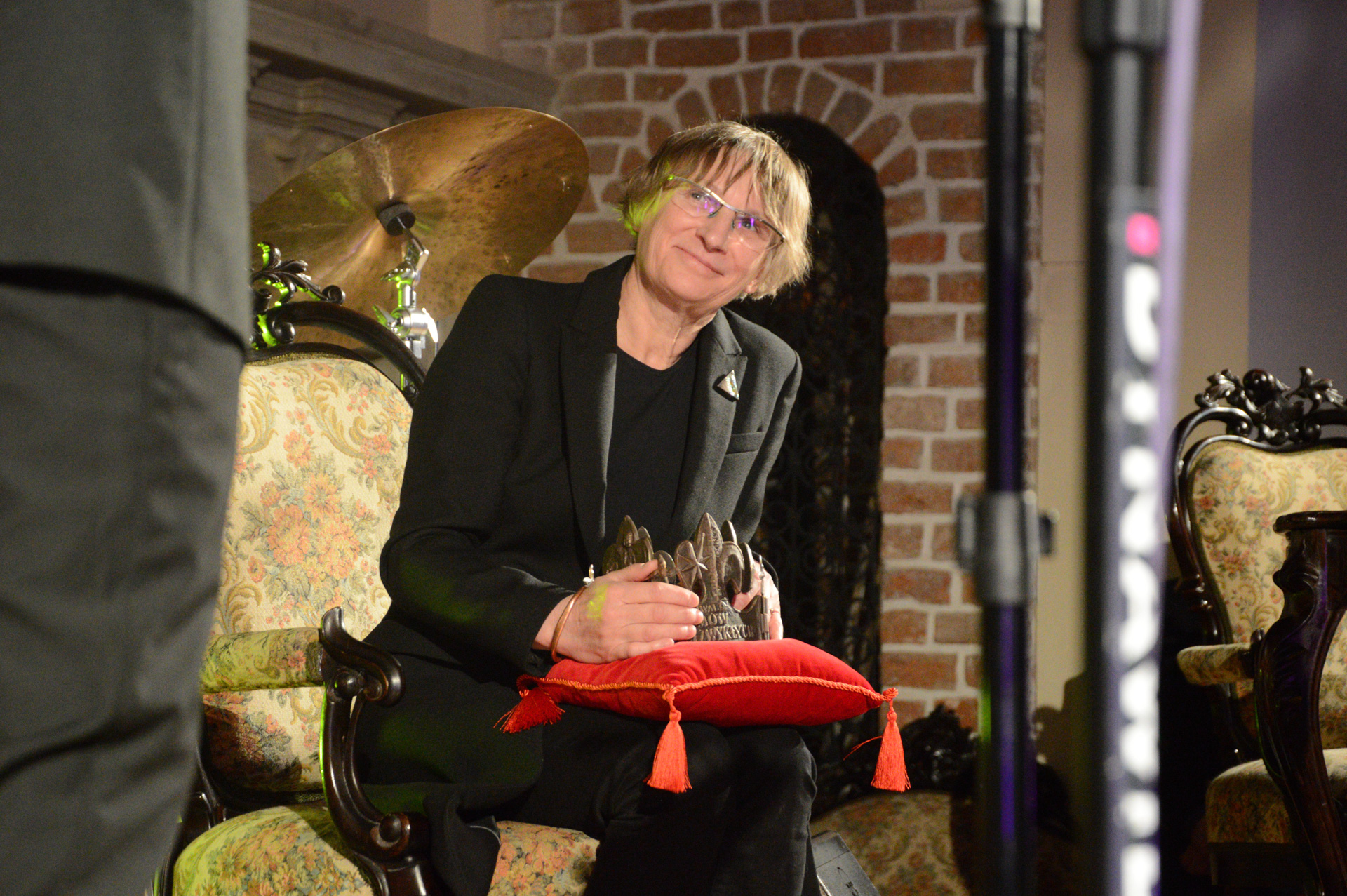
Dorota Kędzierzawska z Koroną Sandomierską (2017)

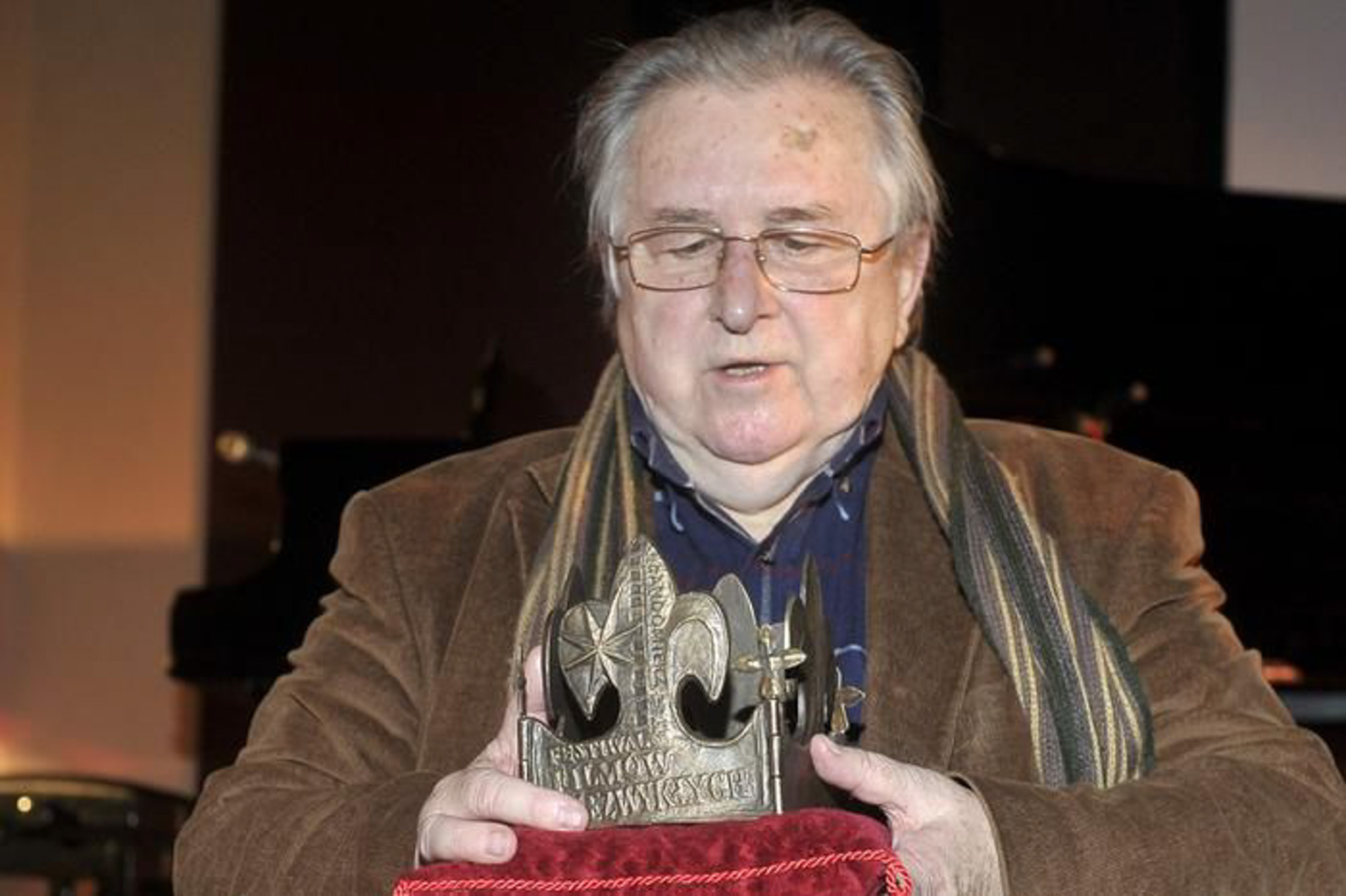
Kazimierz Kutz z Koroną Sandomierską (2013)

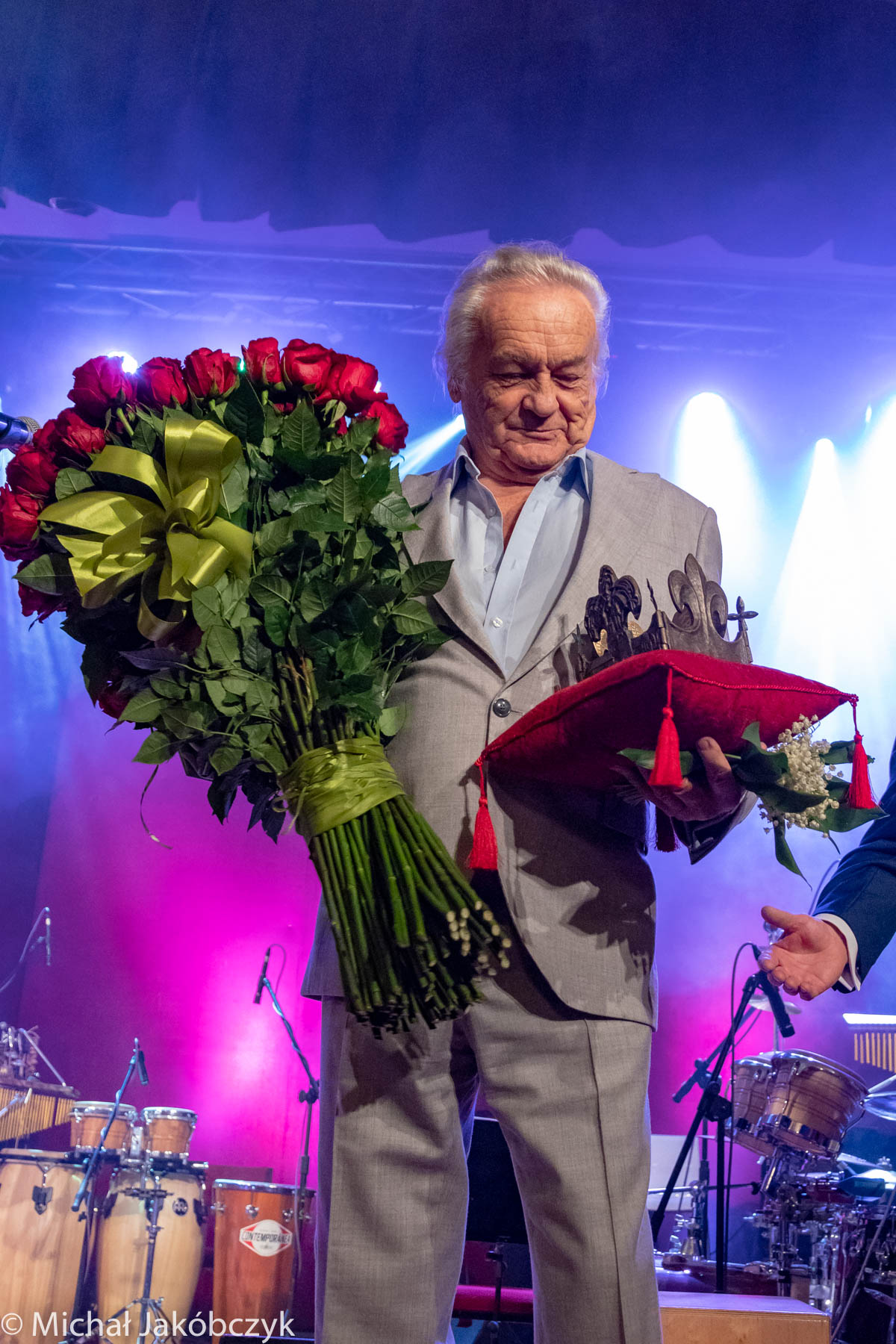
Jerzy Skolimowski z Koroną Sandomierską (2018)

- 2012 – Janusz Majewski
- 2013 – Kazimierz Kutz
- 2014 – Feliks Falk
- 2015 – Krzysztof Zanussi
- 2016 – Wojciech Smarzowski
- 2017 – Dorota Kędzierzawska
- 2018 – Jerzy Skolimowski
- 2019 – Janusz Kondratiuk
- 2020 – Jan Komasa
- 2021 – Małgorzata Szumowska
- 2024 – Marek Koterski[5]

### Aktorki i Aktorzy NieZwykli
- 2014 – Jerzy Stuhr
- 2015 – Maja Komorowska
- 2016 – Marian Dziędziel
- 2017 – Daniel Olbrychski, Wojciech Pszoniak, Andrzej Seweryn
- 2018 – Stanisława Celińska
- 2019 – Anna Dymna
- 2020 – Janusz Gajos
- 2021 – Maja Ostaszewska
- 2023 – Krzysztof Globisz[6]
- 2024 – Marek Kondrat[7]

### Aktorki i Aktorzy NieZwykli Gildii Szkół

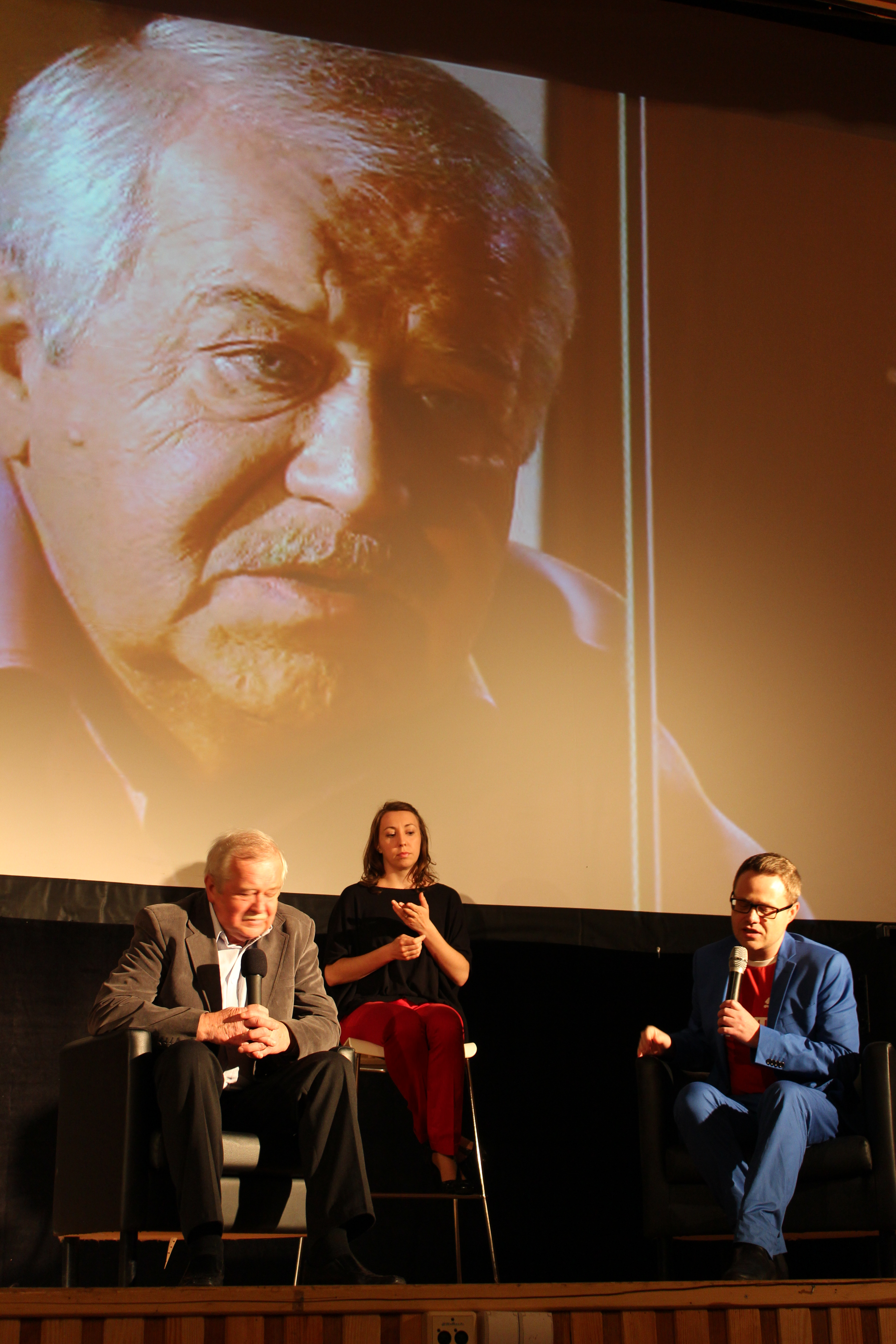
Spotkanie z Marianem Dziędzielem. Prowadzenie – Łukasz Maciejewski, Tłumaczenie na język migowy - Karina Akseńczuk, Sandomierz (2013)

- 2021 – Marcin Dorociński

## Warsztaty

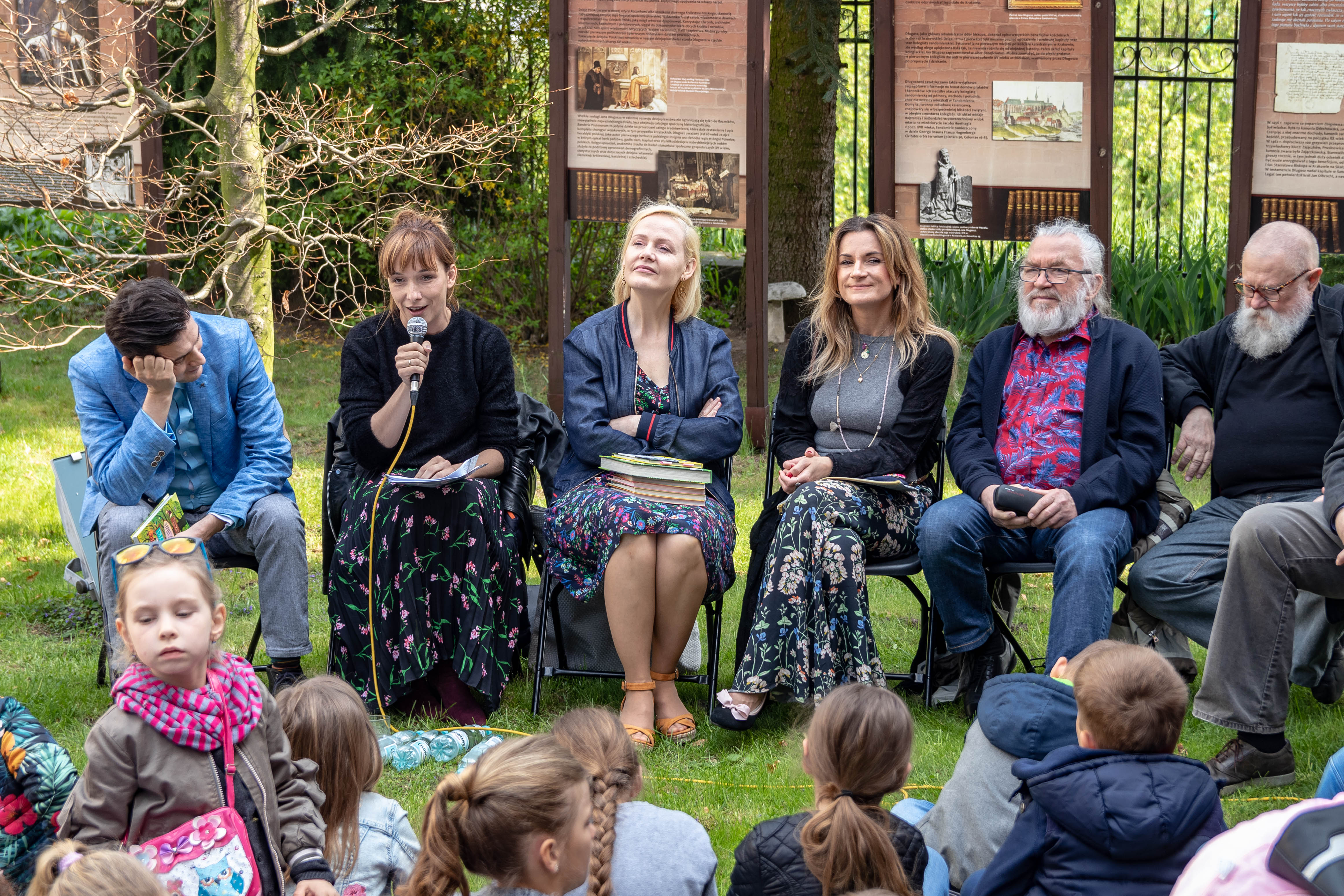
Czytanie dzieciom w ogrodach sandomierskiego Domu Długosza (2019)

### Filmowe Ogrody Wyobraźni
Projekt edukacyjno-artystyczny dla młodzieży, warsztaty filmowe do 2013 organizowane pod nazwą Ogrody polskiej animacji.  W latach 2008–2019 pod mecenatem Sieci Kin Studyjnych i Lokalnych przy współpracy z Centralnym Gabinetem Edukacji Filmowej i Stowarzyszeniem Edukacyjno-Kulturalnym „Venae Artis”. Pierwsza edycja odbyła się w Poznaniu. Od 2009 warsztaty towarzyszą Festiwalowi Filmów-Spotkań Niezwykłych w Sandomierzu. W 2010 w ramach 3. edycji „Spotkań z filmem polskim w Królestwie Maroka pn. Otwórz oczy! na polskie kino” odbyła się edycja międzynarodowa. W 2012 dzięki współpracy z Ambasadą RP w Rabacie i Instytutem Francuskim uczniowie z klas artystycznych Lycee Qualifiant Moulay Ismail z Meknes wzięli udział w warsztatach w Sandomierzu. W 2013 w warsztatach pod hasłem „Okiem motyla” wzięły udział osoby niesłyszące. Tłumaczką języka migowego była Karina Akseńczuk.

#### Opiekunowie merytoryczni
- 2008 Poznań – Zbigniew Kotecki, Stanisław Lenartowicz
- 2009 Sandomierz – Stanisław Lenartowicz, Wiesław Zięba, Eugeniusz Gordziejuk
- 2010 Martil (Maroko) – Paweł Czarzasty, Robert Turło
- 2010 Sandomierz – Zbigniew Kotecki, Robert Turło
- 2011 Sandomierz – Maciej Cuske (film dokumentalny), Robert Turło (film animowany)
- 2012 Sandomierz - Robert Turło (film animowany), Marcin Sauter (film dokumentalny)
- 2013, 2014 Sandomierz - Robert Turło (film animowany), Maciej Cuske (film dokumentalny), Marcin Sauter (film dokumentalny)
- 2015 Gardzienice – Jacek Petrycki, Włodzimierz Staniewski
- 2016 Sandomierz – Marcin Bortkiewicz, Robert Turło
- 2017 Sandomierz – Marcin Koszałka, Yann Seweryn, Katarzyna Czubińska (wprawki do animacji), Eliza Kołeczek (wprawki do animacji)
- 2018 Sandomierz – Wojciech Staroń, Andrzej Sapija
- 2019 Sandomierz – Marcin Bortkiewicz, Grzegorz Brzozowski, Ludmiła Bova (warsztaty filmowo-muzyczne), Andrzej Goleniewski (warsztaty muzyczne)
- 2020 Sandomierz - Andrzej Goleniewski (warsztaty muzyczne)

### Szklany Ekran Pilkingtona[9]
Warsztaty filmowe i dziennikarskie odbywające się w latach 2013–2019. Zostały wyróżnione przez Forum Odpowiedzialnego Biznesu w trzynastej edycji raportu „Odpowiedzialny Biznes w Polsce. Dobre Praktyki”, prezentującego najlepsze przykłady działań podejmowanych przez przedsiębiorstwa w ramach Społecznej Odpowiedzialności Biznesu CSR.

#### Opiekunowie merytoryczni
- 2013–2015 – Maria Smoląg, Marian Suchanecki
- 2016 – Maciej Cuske, Yann Seweryn, Marian Suchanecki
- 2017–2019 – Michał Andrys, Michał Baranowski, Grzegorz Nawrocki

### Poza Kadrem. Seminarium filmowe
Seminarium filmowe dla studentów Centrum Europejskiego Uniwersytetu Warszawskiego, które odbywało się w latach 2014–2016.
Koordynacja: dr Mirella Kurkowska

### Plener dziennikarski
Zajęcia praktyczne dla studentów Wydziału Dziennikarstwa, Informacji i Bibliologii Uniwersytetu Warszawskiego, które odbywają się od 2017. W ramach warsztatów studenci redagują „Gazetę NieZwykłą” i realizują „Kronika festiwalu”.
Koordynacja: dr Sławomir Rogowski

#### Opieka merytoryczna
- Dariusz Łukawski
- Krzysztof Sokół
- Stanisław Zawiśliński
- Konrad Zarębski

## Wyróżnienia
- 2004 – Nagroda Polskiego Instytutu Sztuki Filmowej w kategorii Edukacji Młodego Widza dla Filmowych Ogrodów Wyobraźni

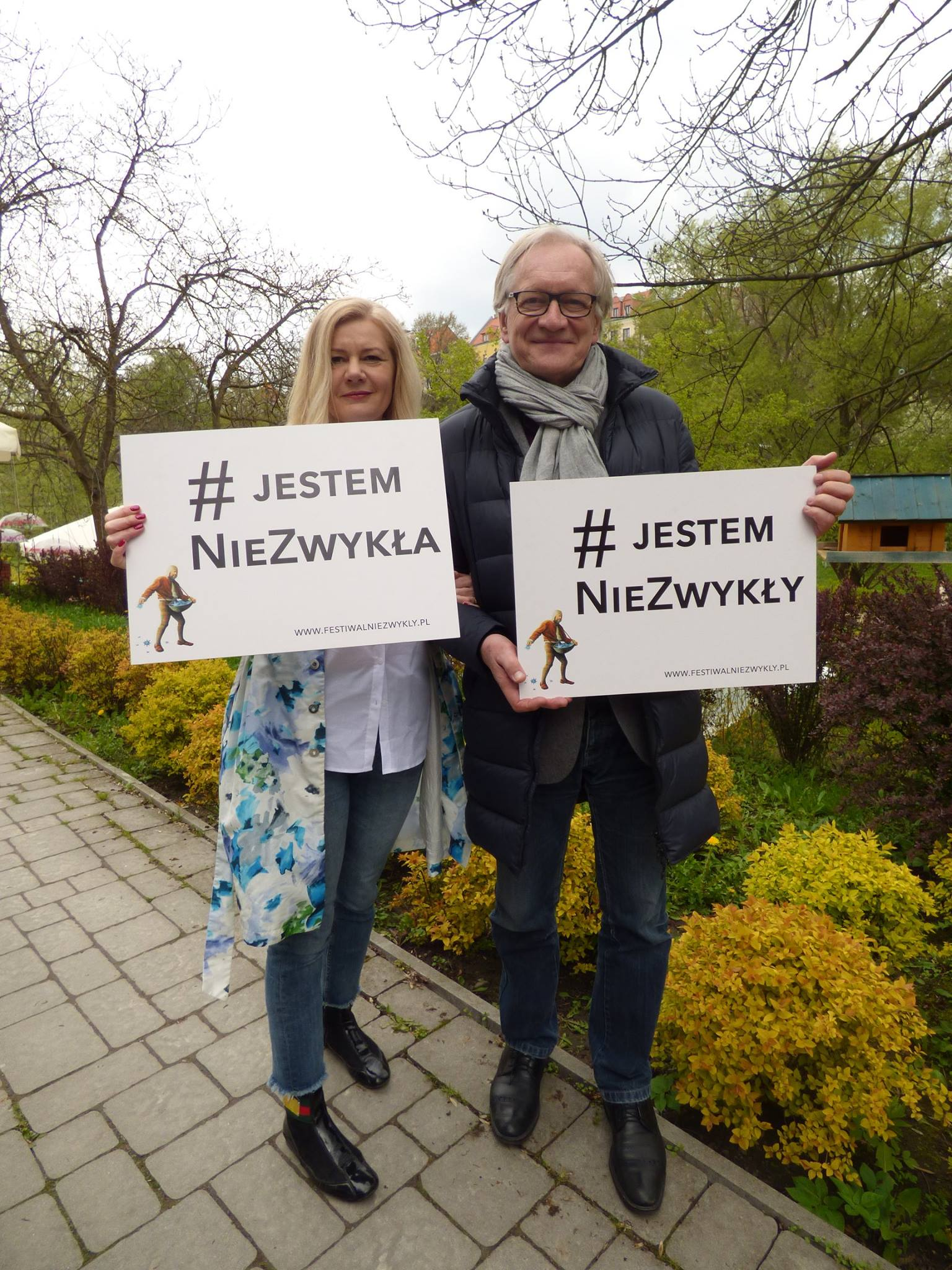
Katarzyna Kubacka-Seweryn, Andrzej Seweryn (2017)

- 2010 – Nagroda Polskiego Instytutu Sztuki Filmowej w kategorii Edukacja Młodego Widza za warsztaty filmowe "Ogrody polskiej animacji" (nominacja)
- 2014 – Nagroda i Tytuł Człowieka Roku Powiatu Sandomierskiego Echa Dnia dla Katarzyny Kubackiej-Seweryn za pomysł i organizację Festiwalu Filmów-Spotkań NieZwykłych
- 2020 – Konkurs o tytuł AMBASADORA POLSKI WSCHODNIEJ w kategorii PROJEKT (nominacja)[10]
- 2021 – Konkurs o tytuł AMBASADORA POLSKI WSCHODNIEJ w kategorii PROJEKT (nominacja)
- 2022 – Nagroda Główna w kategorii Kultura i Multimedia w XX edycji konkursu "Świat przyjazny dziecku" organizowanego przez Komitet Ochrony Praw Dziecka[11]